# Historia de la Unión Cívica Radical (años 1990)
Durante la década de 1990 la Unión Cívica Radical de la Argentina, luego de haber gobernado con Raúl Alfonsín (1983-1989) y haber perdido las elecciones presidenciales en 1989, debió enfrentar las políticas neoliberales sostenidas por la amplia popularidad del presidente Carlos Menem (1989-1999), un significativo proceso de pérdida de votos, y la aparición del FREPASO, como alianza política de centro-izquierda, compitiendo por el mismo electorado. El Pacto de Olivos en 1993 y la conformación de la Alianza que llevó al triunfo al presidente de la Rúa en 1999, fueron los hechos más destacados de la historia de la UCR en esa década.

## 1989: Menem y la globalización
Carlos Menem, del partido peronista, asumió su mandato como presidente en medio de un proceso hiperinflacionario, y en el marco de una situación internacional en la que caía el muro de Berlín y se iniciaba lo que más adelante se denominaría la globalización. Luego de algunos meses de indecisiones, Menem inició un gobierno que seguirá las políticas del Consenso de Washington, elaboradas pocos meses antes.
En las elecciones generales 1991 la Unión Cívica Radical obtuvo el 29% de los votos para diputados nacionales (menos que en 1989).
La derrota más dura fue en la provincia de Buenos Aires, donde Juan Carlos Pugliese (padre) obtuvo la mitad de los votos recibidos por el vicepresidente Eduardo Duhalde. En Santa Fe, el candidato a gobernador radical Horacio Usandizaga, quien sostenía una dura lucha interna con Luis "Changui" Cáceres, impulsó la sanción de una ley electoral que imponía el sistema de lemas, que facilitó el triunfo del candidato peronista aun cuando el candidato radical obtuviera el mayor número de votos. En Santiago del Estero se práctico el fraude, y el candidato radical José Zavalía encabezó multitudinarias marchas a caballo como protesta. 
En un contexto negativo el partido radical retuvo las gobernaciones de Córdoba (Eduardo Angeloz) y Río Negro (Horacio Massaccesi), recuperó la de Chubut (Carlos Maestro), y en el marco del escándalo político desencadenado por el crimen de María Soledad Morales en Catamarca, fue el eje del Frente Cívico y Social que derrotó al peronismo en esa provincia, dominado por la familia Saadi, con la candidatura de Arnoldo Castillo. La UCR también triunfó en las elecciones de diputados nacionales en la Capital Federal con una lista encabezada por Fernando de la Rúa. Los resultados electorales negativos terminaron por llevar a Alfonsín a dejar la presidencia del Comité Nacional, aunque en la renovación de autoridades quedó como presidente Mario Losada, un hombre de confianza del expresidente. 
En 1992, a contramano de la tendencia negativa que estaba afectando a la Unión Cívica Radical, Fernando de la Rúa, radical no alfonsinista, obtuvo el 50% de los votos en la Ciudad de Buenos Aires y resultó elegido senador.
Durante la presidencia de Carlos Menem, la UCR debió enfrentar la ola de privatizaciones encarada por ese gobierno. El radicalismo no tenía un programa contrario a las privatizaciones; durante el gobierno de Alfonsín había intentado privatizar la empresa pública de comunicaciones (ENTEL) y Aerolíneas Argentinas, y en varias provincias impulsó procesos privatizadores, pero se opuso al modo indiscriminado del proceso privatizador que llevó adelante el menemismo, sobre todo de los hidrocarburos y de los ferrocarriles.
El Bloque de diputados radicales recurrió muchas veces a la estrategia de no dar cuórum para impedir la sanción de leyes propuestas por el gobierno. Se opuso a la Ley de Convertibilidad de 1991 y a la ley de jubilaciones y pensiones de 1994 que terminó con el sistema público de reparto previsional y estableció un sistema basado en la capitalización individual.

## El Pacto de Olivos y la Reforma Constitucional de 1994
A fines de 1993 el Comité Nacional de la Unión Cívica Radical eligió nuevamente a Alfonsín como presidente. En esos momentos Alfonsín negociaba en forma secreta con Carlos Menem un acuerdo para reformar la Constitución Nacional que fue conocido como Pacto de Olivos, y resultó aprobado pocos días después por el Comité Nacional. Sin embargo algunos importantes dirigentes de la UCR, como Fernando de la Rúa se manifestaron completamente en contra del Pacto de Olivos y la reforma constitucional.

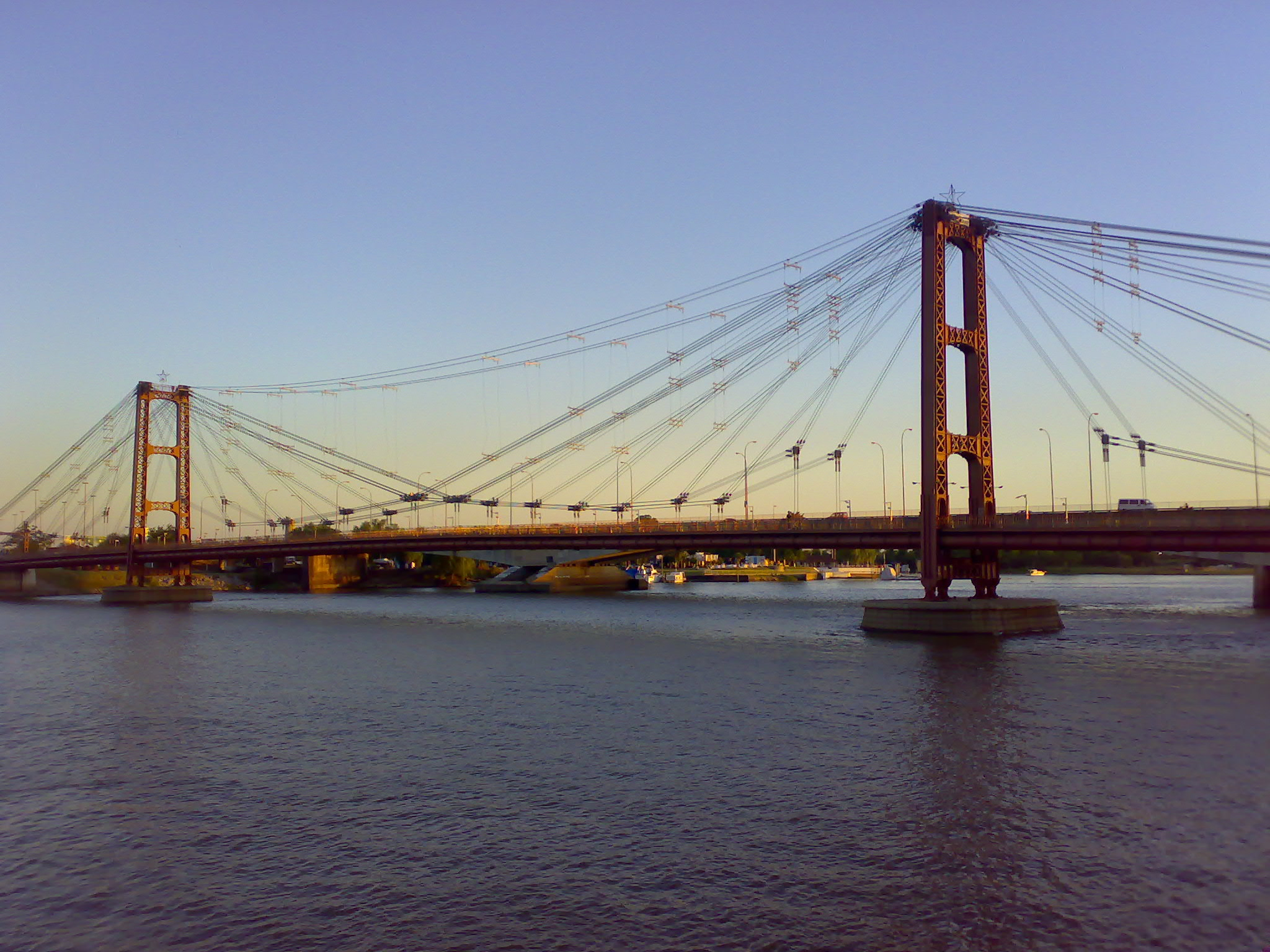
Santa Fe, sede de Convención Constituyente de 1994.

El Pacto de Olivos fue un acuerdo para reformar la Constitución Nacional pero estableciendo pautas básicas sobre las condiciones de la reelección del presidente y los contenidos de la reforma constitucional. Allí se acordó no realizar un plebiscito, y aceptar la reelección por una sola vez del presidente, pero acortando el primer mandato, al mismo tiempo que se acortaron los mandatos de los senadores, se incorporó un tercer senador por la minoría, se estableció la figura del Jefe de Gabinete y el Consejo de la Magistratura para atenuar el presidencialismo, a la vez que se sometían los decretos-leyes a reglas precisas, se incluían varios derechos de tercera y cuarta generación y se daba prioridad a los tratados internacionales sobre las leyes.
La Convención Constituyente sesionó en la Ciudad de Santa Fe entre mayo y agosto de 1994 y produjo la importante Reforma Constitucional de 1994 en la que resultaron modificados 43 artículos. Algunos de los convencionales constituyentes por la UCR fueron: Raúl Alfonsín, Enrique Paixao, Elba Roulet (Buenos Aires), Luis "Changui" Cáceres (Santa Fe), Antonio Berhongaray (La Pampa), Elisa Carrió (Chaco), Ramón Mestre, Jorge de la Rúa, Francisco Delich (Córdoba), Jesús Rodríguez, César "Chacho" Jaroslavsky (Capital Federal), Rodolfo Miguel Parente, Pedro Perette (Entre Ríos), Héctor Tizón (Jujuy), Horacio Massaccesi (Río Negro), Carlos Courel (Tucumán), José Luis Zavalía (Santiago del Estero).

## Las elecciones presidenciales de 1995
El Pacto de Olivos tuvo un impacto muy negativo sobre la UCR que en las elecciones de convencionales constituyentes obtuvo el menor porcentaje de su historia hasta entonces (19,9%), aún ganando en las cuatro provincias que gobernaba (Córdoba, Chubut, Río Negro y Catamarca).
En 1994 la UCR debió definir quién sería el candidato presidencial para las elecciones de 1995. En el marco de fuertes enfrentamientos que se referían a la discusión entre pactistas y antipactistas, Eduardo César Angeloz declinó su precandidatura presidencial. Finalmente, a fines de 1994, se impuso la fórmula integrada por el gobernador de Río Negro Horacio Massaccesi y el diputado cordobés Antonio María Hernández, sostenidos por Alfonsín y Angeloz, relegando a la fórmula compuesta por Federico Storani y Rodolfo Terragno, apoyados por Juan Manuel Casella, Víctor Fayad, De La Rúa, Usandizaga, Montiel. En ese entonces la estrategia de Storani estaba vinculada a una confluencia electoral con el FREPASO.
En las elecciones presidenciales de 1995 la UCR obtuvo el 17,1%, siendo relegada por primera vez en la historia al tercer lugar en una elección presidencial. En segundo lugar se ubicó el FREPASO con la fórmula Bordón-Álvarez. En el cómputo de votos para diputados nacionales, la UCR se ubicó segunda en el total nacional con poco más del 20% y retuvo las gobernaciones de Córdoba (Ramón Mestre), Río Negro (Pablo Verani), Chubut (reelección de Carlos Maestro) y Catamarca como eje del Frente Cívico y Social (reelección de Arnoldo Castillo), ganando en segunda vuelta electoral la gobernación de la provincia del Chaco por primera vez en la historia (Ángel Rozas). El radicalismo denunció la realización de fraude en las provincias de Entre Ríos y Misiones, donde resultó derrotada por pocos miles de votos. Al finalizar el año Rodolfo Terragno fue elegido presidente del Comité Nacional. 
En 1996 la Unión Cívica Radical se incorporó a la Internacional Socialista y Fernando de la Rúa fue elegido como primer jefe de gobierno de la Ciudad Autónoma de Buenos Aires, venciendo al Frepaso (Norberto Laporta) y al peronismo (Domínguez).

## La Alianza
La división del voto opositor por el surgimiento del Frepaso, que competía con éxito en las grandes ciudades por el electorado que tradicionalmente había sido más cercano al radicalismo, y la evidencia de que Menem buscaba un tercer mandato llevaron a la UCR a establecer una Alianza con el FREPASO en 1997. La Alianza obtuvo un notable triunfo en las elecciones parlamentarias de ese mismo año, alcanzando el 45% de los votos en todo el país y ganando incluso en la Provincia de Buenos Aires. Al final del año Fernando de la Rúa -con el apoyo de Alfonsín- accedió a la presidencia del Comité Nacional secundado por Leopoldo Moreau como vicepresidente primero.
En 1998 el radicalismo perdió la gobernación de Córdoba. 
En las elecciones presidenciales del 24 de octubre de 1999 triunfó el candidato presidencial de La Alianza, Fernando de la Rúa con el 49% de los votos. La Alianza obtuvo también el triunfo en las provincias de Mendoza (Roberto Iglesias), Entre Ríos (Sergio Montiel), Río Negro (reelección de Pablo Verani), Chubut (José Luis Lizurume), Catamarca (Oscar Castillo por el Frente Cívico y Social), y San Juan (Alfredo Avelín). La derrota de la fórmula integrada por Graciela Fernández Meijide (Frepaso) y Melchor Posse (UCR) en la provincia de Buenos Aires fue un duro golpe político para la Alianza, que iniciaba su gobierno con minoría en las provincias y en el Senado de la Nación.
Poco después del triunfo electoral, Alfonsín sucedió a De La Rúa como presidente del Comité Nacional. El 10 de diciembre de 1999 Fernando de la Rúa asumió como Presidente de la Nación.